# Aprilis

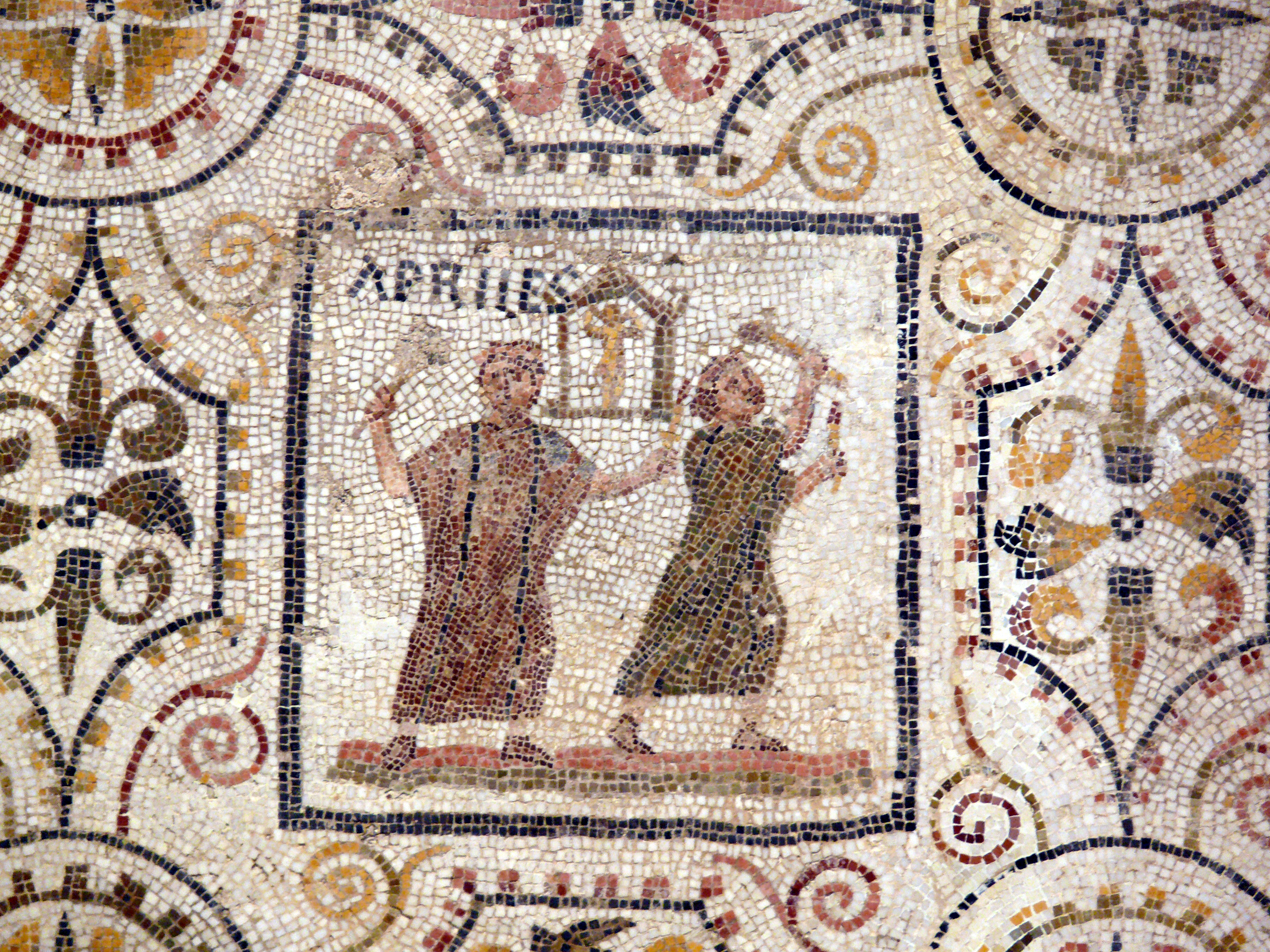
Aprilis en un mosaico romano de los meses (El Djem, Túnez, primera mitad de)

Aprilis o mensis Aprilis (abril) era el segundo mes del antiguo calendario romano, siguiendo Martius (marzo) y precediendo Maius (mayo). En el antiguo calendario romano, que empezaba en marzo, Aprilis era el segundo de los diez meses del año. Aprilis tenía 30 días en los calendarios de la República Romana, con un día añadido al mes durante la reforma que produjo el calendario juliano.
Aprilis estuvo marcado por una serie de festivales dedicados a aspectos de vida rural, desde entonces fue un mes dedicado a los labradores. Cuando Roma se hizo más urbanizada, la importancia de algunas ceremonias se expandió, notablemente Parilia, un festival pastoral arcaico celebrado como el "cumpleaños" (dies natalis) o día de la fundación de Roma. El mes era generalmente ocupado con deidades femeninas o de género ambiguo, abriendo con el Festín de Venus en el Calendas.

## Nombre del mes
Los romanos creyeron que el nombre Aprilis derivó de aperio, aperire, apertus, un verbo que significa "abrir". El Fasti Praenestini ofreció la explicación expandida que "frutas y flores y los animales y los mares y las tierras se abren".
Algunos antiquarios, así como Ovidio en su poema en el calendario Romano, proporciona una derivación alternativa de Aphrodite, el Interpretatio graeca de Venus cuyo festival empieza el mes. Apru podría derivar del etrusco Aprodita, pero entre el etrusco, el mes se apellidó Cabreas. Algunos lingüistas modernos derivan Aprilis del etrusco Ampile o Amphile, basados en una glosa medieval, dando un origen tesaliano en el nombre del mes Aphrios. Un origen Indo-europeo también ha sido propuesto, relacionado al sánscrito áparah y al latín alter, "el otro de dos", haciendo referencia a su posición original como segundo mes del año. Varrón y Cincio rehúsan la conexión del nombre con Aphrodite, y la derivación común romana de aperio puede ser correcta.
En los últimos años del reinado de Nerón, el Senado rebautizó aprilis como Neronius en su honor.

## En el año agrícola
Los almanaques de los labradores (menologia rustica) concurren que Venus—en la religión romana diosa de jardines— era la divinidad tutelar de Aprilis, y que la oveja se utilizaba para ser purificada (oves lustrantur). En su tratado agrícola, Varrón enumera deberes como desmalezar cultivos, rompiendo la tierra, cortando sauces, cercar prados, y plantando y podando olivas.
La segunda mitad de Aprilis trajo una serie de festivales pertenecientes a la vida agrícola:
- 15: Fordicidia, un festival de fertilidad agrícola y ganadera;
- 21: Parilia, un festival de pastores;
- 23: Vinalia, uno de dos festivales del vino (el otro es el 19 de agosto);
- 25: Robigalia para proteger a los cultivos de las plagas.[8]

De estos, el Fordicidia y Robigalia probablemente pueden haber sido de mayor antigüedad. William Warde Fowler, afirmó que el Fordicidia era "sin duda uno de los más antiguos ritos sacrificiales en la religión romana." La última parte de Aprilis era dedicada a juegos (ludi) en honor de Ceres, diosa del grano, con poder sobre el crecimiento y el ciclo de la vida. El fin del mes traía el inicio de los juegos de Flora, diosa del florecimiento de las plantas y citado por Varrón como una de las doce deidades agrícolas principales.

## Fechas

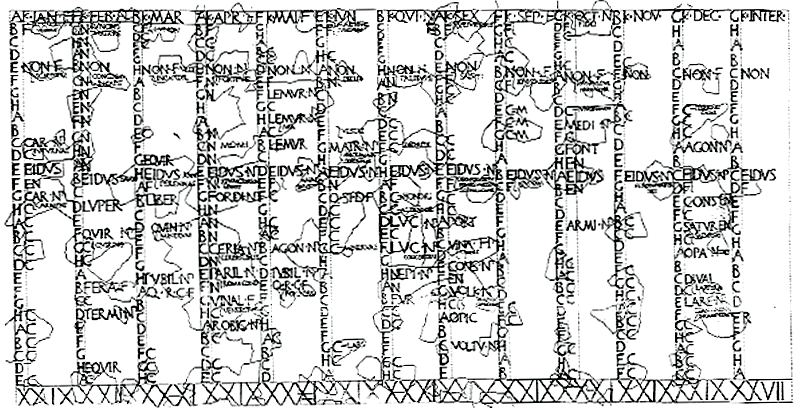
Dibujo de Fasti Antiates, un pre-calendario juliano que muestra Aprilis (abreviado APR) en la parte superior de la cuarta columna

Los romanos no numeraron días de un mes secuencialmente del primero al último día. En cambio, contaron atrás de los tres puntos fijos del mes: el Nones (5.º o 7.º), el Ides (13.º o 15.º), y el Kalends (1.º) del mes siguiente. El Nones de Aprilis era el 5, y el Ides el 13. El último día de Aprilis era el pridie Kalendas Maias, "víspera del Calendas de mayo".  Las cuentas eran inclusivas; el 9 de Aprilis era ante diem V Idūs Aprilis, "la quinta víspera del Ides de Aprilis" normalmente abreviado a.d. V Id. Apr. (o con el a.d. omitido); el 23 de Aprilis era IX Kal. Mai., "la novena víspera el Calendas de mayo," en el calendario juliano (VIII Kal. Mai. en el calendario juliano).
En el calendario de la República Romana y temprano Principado, cada día estuvo marcado con una letra para denotar que religiosamente era legal. En Aprilis, estos eran:
• F, para dies fasti, días cuándo era legal iniciar acción en los tribunales de la ley civil;
• C, para dies comitalis, un día en qué las personas romanas podían mantener asambleas (comitia), elecciones, y clases seguras de procedimientos judiciales;
• N, para dies nefasti, cuándo estas actividades políticas y la administración de justicia estaba prohibida;
• NP, el significado del cual es difícil, pero qué marcados feriae, días festivos;

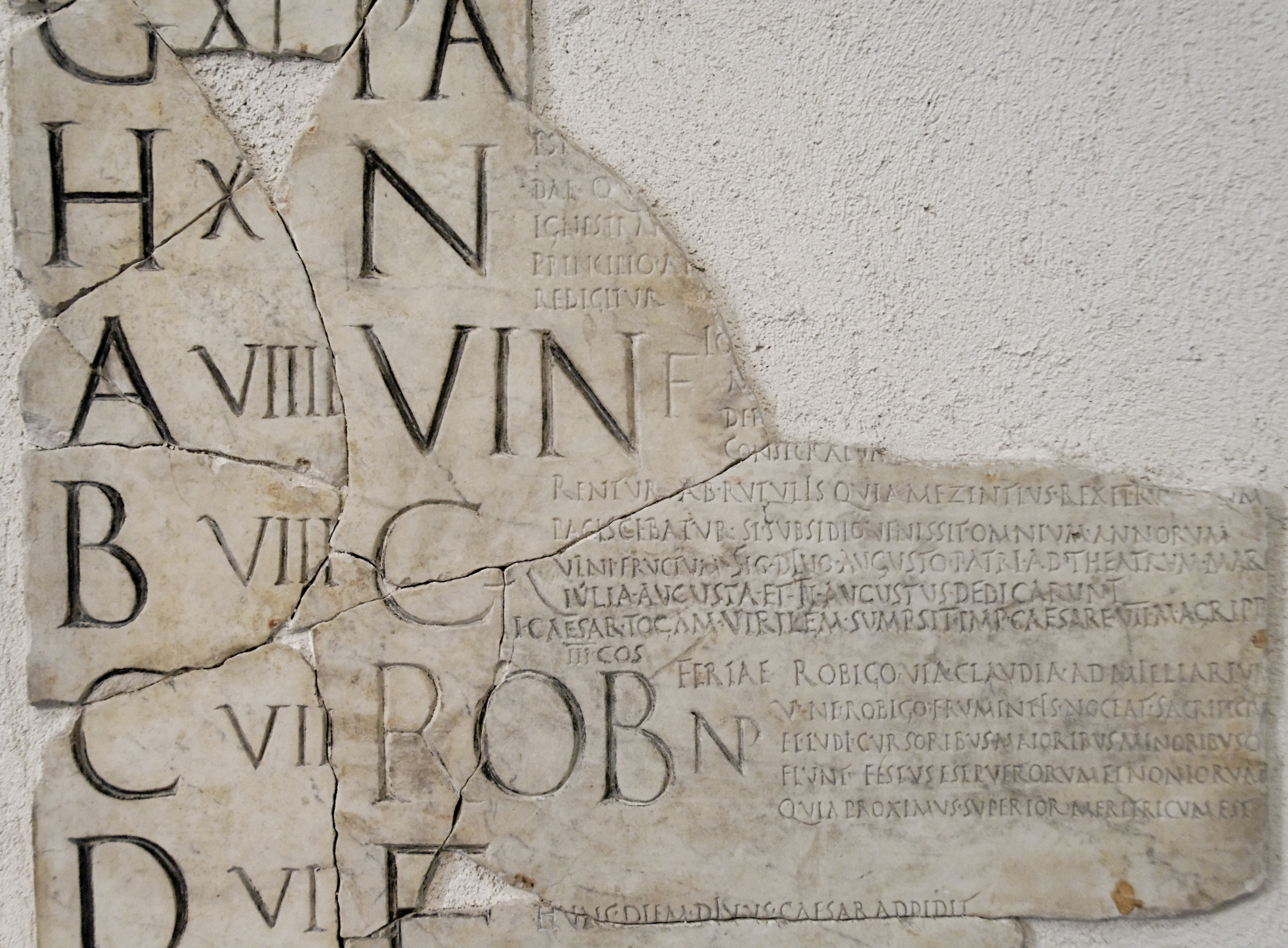
Fragmento del Fasti Praenestini que muestra las abreviaturas para el Vinalia y Robigalia (VIN y ROB), y letras nundinales en el borde izquierdo

A finales del siglo II d. C., los calendarios existentes ya no muestran los días  marcados con estas letras, probablemente en parte a raíz de las reformas emprendidas por Marco Aurelio. Los días también eran marcados con letras nundinales en ciclos de A B C D E F G H, para marcar la "semana de mercado" (estos se omiten en la tabla de abajo).
Un dies natalis era un aniversario como la fundación o rededicación de un templo, a veces considerado como el "cumpleaños" de una deidad. Durante el periodo imperial, algunos de los festivales tradicionales localizados en Roma se volvieron menos importantes, y los cumpleaños y aniversarios del emperador y su familia cobraron importancia como fiestas romanas. En el calendario de celebraciones religiosas militares conocidas como Feriale Duranum, los sacrificios relacionados con el culto imperial superan en número a los festivales más antiguos. Después de mediados del siglo I d. C., se agregan varias fechas a los calendarios para espectáculos y juegos (ludi) celebrados en honor de varias deidades en el lugar llamado "circo" (ludi circenses). Se cree que los festivales marcados con letras grandes en fasti existente, representados por los nombres de los festivales en todas las letras mayúsculas en la mesa, fueron las fiestas más antiguas, formando parte del calendario antes del 509 a. C.
A menos que se indique lo contrario, la datación y las celebraciones en la siguiente tabla son de H.H. Scullard, Festivals and Ceremonies of the Roman Republic (Cornell University Press, 1981), págs. 96-115. Después de los idus, se dan las fechas para el calendario juliano;  la fecha anterior a Julián para los festivales, cuando abril tuvo un día menos, se indican entre paréntesis.

### Tabla
| Fecha moderna | Fecha romana                        | Estatus | Observancias |
| ------------- | ----------------------------------- | ------- | --- |
| 1 de abril    | Kalendas Aprilis                    | F       | • VENERALIA (Venus Verticordia y Fortuna Virilis) |
| 2 de abril    | Quarto Nonas Aprilis IV No. Apr.    | F       | |
| 3 de abril    | Tertio Nonas Aprilis III No. Apr.   | C       | • dies natalis del Templo de Quirino |
| 4 de abril    | Pridie Nonas Aprilis Prid. No. Apr. | C       | • I die ludi megalenses |
| 5 de abril    | Nonas Aprilis                       | N       | • dies natalis del Templo de Fortuna Publica Citerior • II die ludi megalenses |
| 6 de abril    | Octavo Idus Aprilis VIII Id. Apr.   | N       | • III die ludi megalenses |
| 7 de abril    | Septimo Idus Aprilis VII Id. Apr.   | N       | • IV die ludi megalenses |
| 8 de abril    | Sexto Idus Aprilis VI Id. Apr.      | N       | • dies natalis del Templo de Cástor y Pólux • V die ludi megalenses |
| 9 de abril    | Quinto Idus Aprilis V Id. Apr.      | N       | • VI die ludi megalenses |
| 10 de abril   | Quarto Idus Aprilis IV Id. Apr.     | N       | • dies natalis del Templo de Magna Mater • VII die ludi megalenses |
| 11 de abril   | Tertio Idus Aprilis III Id. Apr.    | N       | • dies natalis del deificado Septimius Severus, con juegos de circo |
| 12 de abril   | Pridie Idus Aprilis Prid. Id. Apr.  | N       | • comienzan los ludi cereri, "juegos para Ceres" |
| 13 de abril   | Idūs Aprilis                        | NP      | • dies natalis del Templo de Júpiter Víctor • dies natalis del Templo de Jove el Liberador • Feriae Iovis mensual, procesión y sacrificio de un carnero a Jove en el arx • los ludi cerei continúan |
| 14 de abril   | XVIII Kal. Mai.                     | N       | • Ludi Cerei Continúa• supplication a Victoria Augusta para conmemorar la primera victoria conseguida por Augustus (en el Feriale Cumanum, 4@–14 ANUNCIO)                                           |
| 15 de abril   | XVII Kal. Mai.                      | NP      | • FORDICIDIA (XVI Kal. Mai. En el pre-calendario juliano)• Ludi Cerei continúa |
| 16 de abril   | XVI Kal. Mai.                       | N       | • Ludi Cerei Continúa• supplication a Felicitas Imperii para conmemorar el día Augustus era primero nombrado imperator (Feriale Cumanum)                                                            |
| 17 de abril   | XV Kal. Mai.                        | N       | • Ludi Cerei Continúa |
| 18 de abril   | XIV Kal. Mai.                       | N       | • Ludi Cerei Continúa |
| 19 de abril   | XIII Kal. Mai.                      | NP      | • CERIALIA En honor de Ceres, Liber y Libera (XII Kal. Mai. En el pre-calendario juliano); Ludi Cerei concluye                                                                                      |
| 20 de abril   | XII Kal. Mai.                       | N       | |
| 21 de abril   | XI Kal. Mai.                        | NP      | • PARILIA (X Kal. Mai. En el pre-calendario juliano)• Roma condita, celebrado con juegos de circo después del mid-siglo I d. C.                                                                     |
| 22 de abril   | X Kal. Mai.                         | N       | |
| 23 de abril   | IX Kal. Mai.                        | F       | • VINALIA En honor de Venus Erycina (VIII Kal. Mai. En el pre-calendario juliano) |
| 24 de abril   | VIII Kal. Mai.                      | C       | |
| 25 de abril   | VII Kal. Mai.                       | NP      | • ROBIGALIA (VI Kal. Mai. En el pre-calendario juliano)• Serapia, festival Imperial con orígenes en el siglo I d. C.                                                                                |
| 26 de abril   | VI Kal. Mai.                        | C       | • Muere natalis de Marcus Aurelius, con juegos de circo |
| 27 de abril   | V Kal. Mai.                         | C       | |
| 28 de abril   | IV Kal. Mai.                        | C       | • Ludi Florae, empezando de los Juegos de Flora (abril 27 en el pre-calendario juliano) |
| 29 de abril   | III Kal. Mai.                       | C       | |
| 30 de abril   | prid. Kal. Mai.                     | C       | |